# Skadi (satélite)

Animación del movimiento del satélite Skadi contra el fondo de las estrellas

Skadi o Saturno XXVII es un satélite natural de Saturno. Fue descubierto por Brett J. Gladman, John J. Kavelaars y otros el 23 de septiembre en el año  2000, recibiendo la designación provisional S/2000 S 8.
Skadi tiene aproximadamente 6,4 km de diámetro y orbita a Saturno a una distancia media de 15 576 Mm en 725,784 días, con una inclinación orbital de 149° con respecto a la eclíptica y 150° con respecto al ecuador de Saturno en sentido retrógrado. La órbita tiene una excentricidad de 0,246.
Es el nombre con que fue originalmente anunciado en 2003. Su nombre proviene de la mitología nórdica, donde Skaði es una jotun, esposa del dios vanir Niord. Sin embargo el Grupo de Trabajo de Nomenclatura del Sistema Planetario de la IAU, WGPSN, decidió a principios de 2005 usar una transcrición alternativa de la mitología nórdica, deletreada Skaði, con la letra Ð.
Skadi podría formar parte de los restos de un gran impacto producido en algún momento de la historia del sistema solar.